# Municipio de Cato (Míchigan)
El municipio de Cato (en inglés: Cato Township) es un municipio ubicado en el condado de Montcalm en el estado estadounidense de Míchigan. En el año 2010 tenía una población de 2735 habitantes y una densidad poblacional de 29,32 personas por km².

## Geografía
El municipio de Cato se encuentra ubicado en las coordenadas 43°25′1″N 85°16′23″O / 43.41694, -85.27306. Según la Oficina del Censo de los Estados Unidos, el municipio tiene una superficie total de 93.27 km², de la cual 91.01 km² corresponden a tierra firme y (2.43%) 2.27 km² es agua.

## Demografía
Según el censo de 2010, había 2735 personas residiendo en el municipio de Cato. La densidad de población era de 29,32 hab./km². De los 2735 habitantes, el municipio de Cato estaba compuesto por el 97.48% blancos, el 0.22% eran afroamericanos, el 0.26% eran amerindios, el 0.44% eran asiáticos, el 0.07% eran isleños del Pacífico, el 0.48% eran de otras razas y el 1.06% pertenecían a dos o más razas. Del total de la población el 3.03% eran hispanos o latinos de cualquier raza.